# 阮威
阮威（越南语：／；1816年—1876年），原名阮青威（越南语：／），字良夫（越南语：／），越南阮朝官員。

## 生平
阮威是承天府豐田縣永昌總薊門社（今屬承天順化省豐田縣田門社）人，嘉隆十五年（1816年）出生。明命二十一年（1840年），參加承天場鄉試，考中舉人。紹治三年（1843年），考中進士。
阮威初授翰林院編修，入閣辦事，後出為綏安知府，再升侍讀，領清化按察使。後轉任河內、南定按察使。嗣德十三年（1860年），升任海陽布政使。當時段約、謝鳳等人在海陽、廣安一帶起事，阮威未能成功鎮壓，被貶為辦理刑部事務，不久再擢升為刑部侍郎，後再升署刑部參知。
嗣德十九年（1866年），阮威再出為順慶巡撫。當時南圻剛剛割讓給法國，平順成為與法國打交道的前線。阮威在職期間，處理好了與法國之間的關係，頗受讚譽。嗣德二十五年（1872年），阮威回朝升署刑部尚書，隨後改署寧太總督充任視師，監督寧太諒平軍務。嗣德二十七年（1874年），阮威因剿匪不力被罷免視師一銜，降為侍郎銜，護理寧太總督，仍兼諒平軍務。次年（1875年），嗣德帝認為阮威在職一無所成，免去他的職務，轉任商辦太原軍次事務。不久，阮威引病離職。
嗣德二十九年（1876年），阮威病逝，年六十一歲。阮廷追復阮威鴻臚寺卿銜。

## 子女
- 子阮露澤，阮朝改革派代表人物，著有《天下大勢論》
- 子阮河洽，舉人